# يوسف العامري
يوسف العامري (مواليد 16 يناير 1998، لاعب كرة قدم إماراتي يجيد اللعب في الظهير الأيمن مع نادي النصر.

## مسيرة اللاعب
لعب في نادي الجزيرة ونادي خورفكان ونادي النصر.

## روابط خارجية
يوسف العامري على موقع قاعدة بيانات كرة القدم.إي يو (الإنجليزية)